# Бристоль (округ, Род-Айленд)
Шаблон:StateAbbr_ 41°43′21″ пн. ш. 71°17′32″ зх. д. / 41.722603° пн. ш. 71.292175° зх. д.
Бристоль (англ. Bristol County) — округ (графство) у штаті Род-Айленд, США. Ідентифікатор округу 44001.

## Населені пункти
В склад округу входять 3 містечка (таун).
Містечка
| Містечко   | Населення, осіб | Рік  |
| ---------- | --------------- | ---- |
| Баррінгтон | 16310           | 2010 |
| Бристоль   | 22954           | 2010 |
| Воррен     | 10611           | 2010 |

## Історія
Округ утворений 1747 року.

## Демографія
За даними перепису
2000 року
загальне населення округу становило 50648 осіб, зокрема міського населення було 50449, а сільського — 199.
Серед мешканців округу чоловіків було 24425, а жінок — 26223. В окрузі було 19033 домогосподарства, 13359 родин, які мешкали в 19881 будинках.
Середній розмір родини становив 3,04.
Віковий розподіл населення поданий у таблиці:
| Стать    | До 15 років | 15-21 | 22-29 | 30-39 | 40-49 | 50-65 | 65-85 | Понад 85 |
| -------- | ----------- | ----- | ----- | ----- | ----- | ----- | ----- | -------- |
| Чоловіки | 4972        | 2693  | 1992  | 3379  | 4030  | 3865  | 3201  | 293      |
| Жінки    | 4622        | 2673  | 1944  | 3651  | 4259  | 4094  | 4187  | 793      |

## Суміжні округи
- Бристоль, Массачусетс — схід
- Провіденс — північ
- Кент — захід
- Ньюпорт — південь